# Liste des épisodes de Miraculous : Les Aventures de Ladybug et Chat Noir
 (mars 2021).
Cet article présente la liste des épisodes de la série télévisée d'animation  Miraculous : Les Aventures de Ladybug et Chat Noir.
Les épisodes sont classés par ordre de première diffusion française. En revanche, le réalisateur recommande de suivre l'ordre de production pour ce qui est de la cohérence scénaristique. 

## Diffusions
| Saisons | Saisons | Épisodes | France           | France            |
| Saisons | Saisons | Épisodes | Début            | Fin               |
| ------- | ------- | -------- | ---------------- | ----------------- |
|         | 1       | 26       | 19 octobre 2015  | 30 octobre 2016   |
|         | 2       | 26       | 11 décembre 2016 | 18 novembre 2018  |
|         | 3       | 26       | 14 avril 2019    | 8 décembre 2019   |
|         | 4       | 26       | 11 avril 2021    | 13 mars 2022      |
|         | 5       | 27       | 24 octobre 2022  | 1er novembre 2023 |
|         | 6       | 26       | 23 mars 2025     | NC                |

## Saison 1 (2015-2016)
| No | #  | Titre français                             | Diffusion française | Code de production |
| -- | -- | ------------------------------------------ | ------------------- | ------------------ |
| 1  | 1  | Climatika                                  | 19 octobre 2015     | 101                |
| 2  | 2  | Le Bulleur                                 | 20 octobre 2015     | 109                |
| 3  | 3  | Le Pharaon                                 | 21 octobre 2015     | 115                |
| 4  | 4  | Lady Wifi                                  | 22 octobre 2015     | 103                |
| 5  | 5  | Chronogirl                                 | 23 octobre 2015     | 116                |
| 6  | 6  | M. Pigeon                                  | 23 octobre 2015     | 106                |
| 7  | 7  | Le Dessinateur                             | 26 octobre 2015     | 102                |
| 8  | 8  | Rogercop                                   | 27 octobre 2015     | 111                |
| 9  | 9  | L'Imposteur                                | 28 octobre 2015     | 108                |
| 10 | 10 | Le Dislocœur                               | 29 octobre 2015     | 105                |
| 11 | 11 | Horrificator                               | 30 octobre 2015     | 117                |
| 12 | 12 | Le Chevalier Noir                          | 6 décembre 2015     | 114                |
| 13 | 13 | Le Mime                                    | 13 décembre 2015    | 119                |
| 14 | 14 | Kung Food                                  | 10 janvier 2016     | 125                |
| 15 | 15 | Le Gamer                                   | 17 janvier 2016     | 112                |
| 16 | 16 | Animan                                     | 24 janvier 2016     | 113                |
| 17 | 17 | Antibug                                    | 31 janvier 2016     | 124                |
| 18 | 18 | La Marionnettiste                          | 7 février 2016      | 118                |
| 19 | 19 | Reflekta                                   | 21 février 2016     | 121                |
| 20 | 20 | Numéric                                    | 28 février 2016     | 107                |
| 21 | 21 | Guitar Vilain                              | 13 mars 2016        | 120                |
| 22 | 22 | Princesse Fragrance                        | 20 mars 2016        | 104                |
| 23 | 23 | Jackady                                    | 27 mars 2016        | 110                |
| 24 | 24 | Volpina                                    | 3 avril 2016        | 126                |
| 25 | 25 | Ladybug et Chat Noir (Origines - Partie 1) | 30 octobre 2016     | 122                |
| 26 | 26 | Cœur de Pierre (Origines - Partie 2)       | 30 octobre 2016     | 123                |

## Saison 2 (2016-2018)
| No | #       | Titre français                                   | Diffusion française | Code de production |
| -- | ------- | ------------------------------------------------ | ------------------- | ------------------ |
| 27 | Spécial | Pire Noël                                        | 11 décembre 2016    | 226                |
| 28 | 1       | Le Collectionneur                                | 26 octobre 2017     | 201                |
| 29 | 2       | Doudou Vilain                                    | 27 octobre 2017     | 204                |
| 30 | 3       | Audimatrix                                       | 29 octobre 2017     | 202                |
| 31 | 4       | La Béfana                                        | 30 octobre 2017     | 208                |
| 32 | 5       | Riposte                                          | 1er novembre 2017   | 207                |
| 33 | 6       | Robostus                                         | 3 novembre 2017     | 211                |
| 34 | 7       | Gigantitan                                       | 26 novembre 2017    | 206                |
| 35 | 8       | Le Hibou Noir                                    | 10 décembre 2017    | 213                |
| 36 | 9       | Glaciator                                        | 14 janvier 2018     | 203                |
| 37 | 10      | Sapotis                                          | 21 janvier 2018     | 212                |
| 38 | 11      | Gorizilla                                        | 13 mai 2018         | 210                |
| 39 | 12      | Capitaine Hardrock                               | 20 mai 2018         | 216                |
| 40 | 13      | Zombizou                                         | 27 mai 2018         | 215                |
| 41 | 14      | Syren                                            | 3 juin 2018         | 214                |
| 42 | 15      | Rossignoble                                      | 10 juin 2018        | 209                |
| 43 | 16      | L'insaisissable                                  | 17 juin 2018        | 205                |
| 44 | 17      | Anansi                                           | 23 septembre 2018   | 221                |
| 45 | 18      | Le Marchand de Sable                             | 30 septembre 2018   | 223                |
| 46 | 19      | Inverso                                          | 7 octobre 2018      | 220                |
| 47 | 20      | Le Patineur                                      | 14 octobre 2018     | 217                |
| 48 | 21      | Style Queen (Le combat des Reines - 1ère partie) | 21 octobre 2018     | 218                |
| 49 | 22      | Queen Wasp (Le combat des Reines - 2ème partie)  | 21 octobre 2018     | 219                |
| 50 | 23      | Maledikteur                                      | 28 octobre 2018     | 222                |
| 51 | 24      | Catalyste (Le Jour des Héros - 1ère partie)      | 18 novembre 2018    | 224                |
| 52 | 25      | Mayura (Le Jour des Héros - 2ème partie)         | 18 novembre 2018    | 225                |

## Saison 3 (2019)
| No | #  | Titre français                                           | Diffusion française | Code de production |
| -- | -- | -------------------------------------------------------- | ------------------- | ------------------ |
| 53 | 1  | Rebrousse-Temps                                          | 14 avril 2019       | 304                |
| 54 | 2  | Papa Garou                                               | 21 avril 2019       | 306                |
| 55 | 3  | Caméléon                                                 | 28 avril 2019       | 301                |
| 56 | 4  | Animaestro                                               | 5 mai 2019          | 302                |
| 57 | 5  | Boulangerix                                              | 12 mai 2019         | 303                |
| 58 | 6  | Silence                                                  | 19 mai 2019         | 307                |
| 59 | 7  | Oblivio                                                  | 26 mai 2019         | 310                |
| 60 | 8  | Climatika 2                                              | 2 juin 2019         | 317                |
| 61 | 9  | Poupéflekta                                              | 21 octobre 2019     | 305                |
| 62 | 10 | Oni-Chan                                                 | 21 octobre 2019     | 308                |
| 63 | 11 | Miraculeur                                               | 22 octobre 2019     | 309                |
| 64 | 12 | La Marionnettiste 2                                      | 23 octobre 2019     | 321                |
| 65 | 13 | Desperada                                                | 24 octobre 2019     | 311                |
| 66 | 14 | Startrain                                                | 25 octobre 2019     | 313                |
| 67 | 15 | Chasseuse de Kwamis                                      | 27 octobre 2019     | 314                |
| 68 | 16 | Festin                                                   | 28 octobre 2019     | 315                |
| 69 | 17 | Ikari Gozen                                              | 29 octobre 2019     | 318                |
| 70 | 18 | Timetagger                                               | 30 octobre 2019     | 319                |
| 71 | 19 | Trouble Fête                                             | 31 octobre 2019     | 320                |
| 72 | 20 | Gamer 2.0                                                | 3 novembre 2019     | 316                |
| 73 | 21 | Chat Blanc                                               | 10 novembre 2019    | 322                |
| 74 | 22 | Félix                                                    | 17 novembre 2019    | 323                |
| 75 | 23 | Ladybug                                                  | 24 novembre 2019    | 324                |
| 76 | 24 | Maître Noël                                              | 1er décembre 2019   | 312                |
| 77 | 25 | Mangeamour (La bataille des Miraculous - 1ère partie)    | 8 décembre 2019     | 325                |
| 78 | 26 | Miracle Queen (La bataille des Miraculous - 2ème partie) | 8 décembre 2019     | 326                |

## Saison 4 (2021-2022)
| No  | #  | Titre français                                              | Diffusion française | Code de production |
| --- | -- | ----------------------------------------------------------- | ------------------- | ------------------ |
| 79  | 1  | Vérité                                                      | 11 avril 2021       | 401                |
| 80  | 2  | Mensonge                                                    | 18 avril 2021       | 402                |
| 81  | 3  | Le gang des secrets                                         | 25 avril 2021       | 403                |
| 82  | 4  | Mr. Pigeon 72                                               | 23 mai 2021         | 404                |
| 83  | 5  | Fu Furieux                                                  | 30 mai 2021         | 406                |
| 84  | 6  | Pirkell                                                     | 6 juin 2021         | 407                |
| 85  | 7  | Queen Banana                                                | 13 juin 2021        | 408                |
| 86  | 8  | Culpabysse                                                  | 20 juin 2021        | 411                |
| 87  | 9  | Crocoduel                                                   | 29 août 2021        | 412                |
| 88  | 10 | Optigami                                                    | 5 septembre 2021    | 413                |
| 89  | 11 | Sentibulleur                                                | 12 septembre 2021   | 414                |
| 90  | 12 | Larme Ultime                                                | 19 septembre 2021   | 417                |
| 91  | 13 | Sangsure                                                    | 26 septembre 2021   | 410                |
| 92  | 14 | Exauceur                                                    | 3 octobre 2021      | 418                |
| 93  | 15 | Hack-San                                                    | 10 octobre 2021     | 416                |
| 94  | 16 | Simplificator                                               | 17 octobre 2021     | 419                |
| 95  | 17 | Glaciator 2                                                 | 24 octobre 2021     | 415                |
| 96  | 18 | Chère Famille                                               | 31 octobre 2021     | 421                |
| 97  | 19 | Éphémère                                                    | 7 novembre 2021     | 422                |
| 98  | 20 | Gabriel Agreste                                             | 14 novembre 2021    | 409                |
| 99  | 21 | Psycomédien                                                 | 13 février 2022     | 405                |
| 100 | 22 | Kuro Neko                                                   | 20 février 2022     | 423                |
| 101 | 23 | Penalteam                                                   | 27 février 2022     | 424                |
| 102 | 24 | Qilin                                                       | 6 mars 2022         | 420                |
| 103 | 25 | Risque (La dernière attaque de Papillombre - 1ère Partie)   | 13 mars 2022        | 425                |
| 104 | 26 | Réplique (La dernière attaque de Papillombre - 2ème Partie) | 13 mars 2022        | 426                |

## Saison 5 (2022-2023)
| No  | #       | Titre français                                   | Diffusion française | Code de production |
| --- | ------- | ------------------------------------------------ | ------------------- | ------------------ |
| 105 | 1       | Évolution                                        | 24 octobre 2022     | 501                |
| 106 | 2       | Multiplication                                   | 25 octobre 2022     | 502                |
| 107 | 3       | Destruction                                      | 26 octobre 2022     | 503                |
| 108 | 4       | Jubilation                                       | 27 octobre 2022     | 504                |
| 109 | 5       | Détermination                                    | 28 octobre 2022     | 506                |
| 110 | 6       | Passion                                          | 31 octobre 2022     | 507                |
| 111 | 7       | Réunion                                          | 1er novembre 2022   | 508                |
| 112 | 8       | Illusion                                         | 2 novembre 2022     | 505                |
| 113 | 9       | Exaltation                                       | 3 novembre 2022     | 509                |
| 114 | 10      | Transmission (Le choix des Kwamis - 1ère partie) | 2 avril 2023        | 510                |
| 115 | 11      | Déflagration (Le choix des Kwamis - 2ème partie) | 2 avril 2023        | 511                |
| 116 | 12      | Perfection                                       | 9 avril 2023        | 512                |
| 117 | 13      | Migration                                        | 16 avril 2023       | 513                |
| 118 | 14      | Dérision                                         | 16 avril 2023       | 514                |
| 119 | 15      | Intuition                                        | 23 avril 2023       | 515                |
| 120 | 16      | Protection                                       | 30 avril 2023       | 516                |
| 121 | 17      | Adoration                                        | 7 mai 2023          | 517                |
| 122 | 18      | Émotion                                          | 14 mai 2023         | 518                |
| 123 | Spécial | Action                                           | 17 septembre 2023   | 527                |
| 124 | 19      | Prétention                                       | 23 octobre 2023     | 519                |
| 125 | 20      | Révélation                                       | 24 octobre 2023     | 520                |
| 126 | 21      | Confrontation                                    | 25 octobre 2023     | 521                |
| 127 | 22      | Collusion                                        | 26 octobre 2023     | 522                |
| 128 | 23      | Révolution                                       | 27 octobre 2023     | 523                |
| 129 | 24      | Représentation                                   | 31 octobre 2023     | 524                |
| 130 | 25      | Conformation (Le dernier Jour - 1ère partie)     | 1er novembre 2023   | 525                |
| 131 | 26      | Re-création (Le dernier Jour - 2ème partie)      | 1er novembre 2023   | 526                |

## Saison 6 (2025)
| No  | # | Titre français    | Diffusion française | Code de production |
| --- | - | ----------------- | ------------------- | ------------------ |
| 132 | 1 | Dessinatriste     | 23 mars 2025        | 602                |
| 133 | 2 | Sublimation       | 23 mars 2025        | 603                |
| 134 | 3 | Papys Garous      | 30 mars 2025        | 605                |
| 135 | 4 | Daddycop          | 6 avril 2025        | 604                |
| 136 | 5 | Revelator         | 13 avril 2025       | 611                |
| 137 | 6 | Climatiqueen      | 20 avril 2025       | 601                |
| 138 | 7 | El Toro De Piedra | 27 avril 2025       | 607                |
| 139 | 8 | La Redresseuse    | 4 mai 2025          | 615                |

Épisodes n'ayant, pour l'heure, aucune date de sortie définie :
| No  | #   | Titre français           | Diffusion française | Code de production |
| --- | --- | ------------------------ | ------------------- | ------------------ |
| N/C | N/C | Princesse Syren          | N/C                 | 606                |
| N/C | N/C | Vampigami                | N/C                 | 608                |
| N/C | N/C | Monsieur Agreste         | N/C                 | 609                |
| N/C | N/C | Le Château Noir          | N/C                 | 610                |
| N/C | N/C | Psyconductrice           | N/C                 | 612                |
| N/C | N/C | Yaksi Gozen              | N/C                 | 613                |
| N/C | N/C | Chouchorak               | N/C                 | 614                |
| N/C | N/C | Noe                      | N/C                 | 616                |
| N/C | N/C | La Fée De Beaux Rêves    | N/C                 | 617                |
| N/C | N/C | Les Crassetastrophes     | N/C                 | 618                |
| N/C | N/C | Riginarazione            | N/C                 | 619                |
| N/C | N/C | Renverse-cœurs           | N/C                 | 620                |
| N/C | N/C | Les Titans Chaînes       | N/C                 | 621                |
| N/C | N/C | Lady Chaos               | N/C                 | 622                |
| N/C | N/C | Tristanansi              | N/C                 | 623                |
| N/C | N/C | La Reine De Frayeurville | N/C                 | 624                |
| N/C | N/C | Protocole Secret         | N/C                 | 625                |
| N/C | N/C | Nemesis                  | N/C                 | 626                |